# Camille Vidal-Naquet
Camille Vidal-Naquet (Nevers, 20 ottobre 1972) è un regista e sceneggiatore francese.

## Biografia
Dopo i suoi studi letterari, ha realizzato il cortometraggio Génie, un film sperimentale nella lingua dei segni. In seguito ha realizzato altri due corti Backstage nel 2001, con Alexis Loret, e Mauvaise Tête nel 2014, con Jonas Bloquet.
Nel 2018 ha diretto il lungometraggio Sauvage, con Félix Maritaud e Eric Bernard, presentato il 10 maggio 2018 al Festival di Cannes 2018 e selezionato nella sezione della Settimana della critica. Durante la rassegna francese ha ottenuto la nomination per la Caméra d'or e il film ha ottenuto la nomination per la Queer Palm. Ai Premi César 2019 ha ottenuto la nomination come miglior opera prima.

## Filmografia

### Cinema
- Sauvage (2018)

### Courts métrages
- Génie, film sperimentale nella lingua dei segni
- Backstage (2001)
- Mauvaise Tête (2014)